# AMD Athlon II
Der AMD Athlon II von AMD ist ein Mehrkernprozessor für Desktop-Computer und ein Vertreter der K10- bzw. Bulldozer-Architektur (Sockel FM2). Erste Modelle sind seit dem 2. Juni 2009 erhältlich. Athlon II ist der direkte Nachfolger der Athlon X2-Prozessoren.
Die Athlon-II-Prozessoren für die Sockel AM2(+), AM3 sowie FM1 sind wie die Phenom-II-Prozessoren Vertreter der K10-Architektur. Athlon-II-Prozessoren für den Sockel FM2 sind Vertreter der Bulldozer-Architektur und basieren auf den A10-APUs mit deaktivierter Grafik. Sie wurden im 4. Quartal 2012 vorgestellt.

## Modelle

### Regor
Der auf dem Regor-Design basierende Athlon-II-X2-Prozessor besitzt im Gegensatz zum Phenom II X2 keinen L3-Cache, der L2-Cache pro CPU-Kern ist jedoch im Vergleich zum Phenom II X2 doppelt so groß. Bei einigen wenigen Modellen, die auf Regor basieren, ist der L2-Cache aber wiederum zur Hälfte deaktiviert. Zusätzlich kommt Regor mit einem deaktivierten Kern als sogenannter Sargas in aktuellen Sempron-Modellen zum Einsatz.
- Verkaufsname: Athlon II X2
- Doppelkernprozessor (Dual-Core)
- Revision: C2, C3
- L1-Cache: je Kern 64 + 64 KiB (Daten + Instruktionen), 2-fach assoziativ
- L2-Cache: je Kern 1024 kB mit Prozessortakt, 16-fach assoziativ, bei einigen Modellen zur Hälfte deaktiviert
- MMX, Extended 3DNow!, SSE, SSE2, SSE3, SSE4a, AMD64, Cool’n’Quiet 3.0, NX-Bit, AMD-V
- HyperTransport 3.0 mit 1600 MHz (HT3200) bis 2000 MHz (HT4000)
- Sockel AM2+, DDR2-Speichercontroller: Dual Channel, Unterstützung bis zu DDR2-1066
- Sockel AM3, DDR3-Speichercontroller: Dual Channel, Unterstützung bis zu DDR3-1333
- Fertigungstechnik: 45 nm (SOI), Immersionslithografie
- Die-Größe: 117,5 mm²
- Transistoranzahl: 234 Millionen
- Taktfrequenzen: 1,6–3,6 GHz
- Modelle: Athlon II X2 215 bis 280

### Propus
Bei Prozessoren basierend auf dem Propus-Design wurde im Unterschied zu Deneb darauf verzichtet, das Prozessor-Die mit einem zusätzlichen L3-Cache auszustatten.
- Verkaufsname: Athlon II X4, bei einigen Modellen Phenom II X4[2]
- Vierkernprozessor (Quad-Core)
- Revision: C2, C3
- L1-Cache: je Kern 64 + 64 KiB (Daten + Instruktionen), 2-fach assoziativ
- L2-Cache: je Kern 512 kB mit Prozessortakt, 16-fach assoziativ
- MMX, Extended 3DNow!, SSE, SSE2, SSE3, SSE4a, AMD64, Cool’n’Quiet 3.0, NX-Bit, AMD-V
- HyperTransport 3.0 mit 2000 MHz (HT4000)
- Sockel AM2+, DDR2-Speichercontroller: Dual Channel, Unterstützung bis zu DDR2-1066
- Sockel AM3, DDR3-Speichercontroller: Dual Channel, Unterstützung bis zu DDR3-1333
- Fertigungstechnik: 45 nm (SOI), Immersionslithografie
- Die-Größe: 169 mm²
- Transistoranzahl: 300 Millionen
- Erscheinungsdatum: 16. September 2009
- Taktfrequenzen: 2,2–3,3 GHz
- Modelle: Athlon II X4 600e bis 645 sowie Phenom II X4 840 und 850

### Rana
Wird beim Propus-Design ein kompletter Kern samt dazugehörigen Caches deaktiviert, entsteht der Dreikernprozessor Rana.
- Verkaufsname: Athlon II X3
- Dreikernprozessor (Tri-Core)
- Revision: C2, C3
- L1-Cache: je Kern 64 + 64 KiB (Daten + Instruktionen), 2-fach assoziativ
- L2-Cache: je Kern 512 kB mit Prozessortakt, 16-fach assoziativ
- MMX, Extended 3DNow!, SSE, SSE2, SSE3, SSE4a, AMD64, Cool’n’Quiet 2.0, NX-Bit, AMD-V
- HyperTransport 3.0 mit 2000 MHz (HT4000)
- Sockel AM2+, DDR2-Speichercontroller: Dual Channel, Unterstützung bis zu DDR2-1066
- Sockel AM3, DDR3-Speichercontroller: Dual Channel, Unterstützung bis zu DDR3-1333
- Fertigungstechnik: 45 nm (SOI), Immersionslithografie
- Die-Größe: 169 mm²
- Transistoranzahl: 300 Millionen
- Taktfrequenzen: 2,2–3,4 GHz
- Modelle: Athlon II X3 400e bis 460

### Stars (Llano)
Prozessoren basierend auf den Stars-Design haben im Gegensatz zu Prozessoren auf Propus-Basis nicht nur den Speichercontroller, sondern die komplette Northbridge samt PCIe-Controller auf dem Prozessorchip integriert. Auf dem Mainboard ist dementsprechend nur noch eine Southbridge, welche, wie bei AMD üblich, mit Unified Media Interface (UMI) angesprochen wird, UMI basiert auf PCI Express.
- Verkaufsname: Athlon II X4
- Vierkernprozessor (Quad-Core)
- Revision: B0
- L1-Cache: je Kern 64 + 64 KiB (Daten + Instruktionen)
- L2-Cache: je Kern 1024 kB mit Prozessortakt
- MMX, Extended 3DNow!, SSE, SSE2, SSE3, SSE4a, AMD64, Cool’n’Quiet 3.0, NX-Bit, AMD-V
- Integrierter Dual-Channel-DDR3-Speichercontroller und PCIe-2.0-Controller mit 16 Lanes
- Sockel FM1, UMI mit 5 GT/s
- Fertigungstechnik: 32 nm (SOI), Immersionslithografie
- Verlustleistung (TDP): 100 W
- Erscheinungsdatum: September 2011
- Taktfrequenzen: 2,6-3,0 GHz
- Modelle: Athlon II X4 631, 641 und 651

### Piledriver (Trinity, Richland)
Athlon-II-Prozessoren für den Sockel FM2 basieren im Gegensatz zu Prozessoren auf Llano-Basis anstatt auf der K10-Architektur auf der Bulldozer-Architektur. Northbridge und PCIe-Controller sind wie bei Llano auch auf dem Prozessorchip untergebracht. Die Southbridge wird über das UMI (Unified Media Interface) angesprochen.
- Verkaufsname: Athlon II
- Vierkernprozessor (Quad-Core)
- Revision: TN-A1, RL-A1
- L1-Cache: je Kern 16 + 64 KiB Daten + je Modul 64 KiB Instruktionen
- L2-Cache: je Modul 2048 kB mit Prozessortakt
- MMX, SSE, SSE2, SSE3, SSSE3, SSE4a, SSE4.2, AVX, AES-NI, FMA3, FMA4, XOP, AMD64, Cool’n’Quiet 3.0, NX-Bit, AMD-V, Turbo Core 3.0
- integrierter Dual-Channel-DDR3-Speichercontroller (Unterstützung bis zu DDR3-1866) und PCIe-2.0-Controller mit 16 Lanes
- Sockel FM2, UMI mit 5 GT/s
- Fertigungstechnik: 32 nm (SOI), Immersionslithografie
- Verlustleistung (TDP): 100 W
- Erscheinungsdatum: 4. Quartal 2012
- Taktfrequenzen: 3,2-3,8 GHz
- Modelle: Athlon II 740, 750k und 760k

### Jaguar (Kabini)
Athlon-Prozessoren für den Sockel AM1 basieren auf der Jaguar x86-Mikroarchitektur, die von AMD im Jahre 2013 eingeführt wurde. Die Prozessoren sind als SoC konzipiert, so dass keine North- oder Southbridge auf dem Mainboard mehr vonnöten ist.
- Verkaufsname: Athlon
- Vierkernprozessor (Quad-Core)
- Revision: KB-A1
- L1-Cache: je Kern 32 + 32 KiB (Daten + Instruktionen)
- L2-Cache: 2048 KiB mit Prozessortakt, shared, 16-fach assoziativ
- MMX, SSE, SSE2, SSE3, SSSE3, SSE4a, SSE4.1, SSE4.2, AVX, AES-NI, AMD64, Cool’n’Quiet 3.0, NX-Bit, AMD-V
- integrierter DDR3-Speichercontroller (Unterstützung bis zu DDR3-1600) und PCIe-3.0-Controller
- Sockel AM1
- Fertigungstechnik: 28 nm Bulk, Immersionslithografie
- Verlustleistung (TDP): 25 W
- Erscheinungsdatum: 2. Quartal 2014
- Taktfrequenzen: 1,6 bis 2,2 GHz
- Modelle: Athlon 5150, 5350 und 5370